# The Scarlet Crystal
The Scarlet Crystal er en amerikansk stumfilm fra 1917 af Charles Swickard.

## Medvirkende
- Herbert Rawlinson som Vincent Morgan
- Betty Schade som Priscilla Worth
- Dorothy Davenport som Marie Delys
- Raymond Whitaker som Maxfield Durant
- Marie Hazelton som Peggy Lovel